# Wiktor Fomin
Wiktor Trofymowycz Fomin, ukr. Віктор Трофимович Фомін, ros. Виктор Трофимович Фомин, Wiktor Trofimowicz Fomin (ur. 13 stycznia 1929 w Słowiańsku, w obwodzie donieckim, Ukraińska SRR, zm. 29 grudnia 2007) – ukraiński piłkarz, grający na pozycji lewego napastnika, reprezentant ZSRR, trener piłkarski.

## Kariera piłkarska

### Kariera klubowa
Karierę piłkarską rozpoczął w 1946 w juniorskiej drużynie Łokomotyw Słowiańsk, skąd w 1948 przeszedł do Stali Żdanow. W 1949 został zaproszony do Szachtar Stalino, a w 1953 do Dynama Kijów. Kończył karierę piłkarską w drugoligowych klubach Arsenał Kijów i Łokomotyw Winnica.

### Kariera reprezentacyjna
26 czerwca 1955 zadebiutował w radzieckiej reprezentacji w spotkaniu towarzyskim ze Szwecją wygranym 6:0, chociaż jeszcze w lutym rozegrał dwa mecze nieoficjalne przeciwko Indii. Łącznie zaliczył 3 oficjalne gry reprezentacyjne.

## Kariera trenerska
Po zakończeniu kariery piłkarskiej rozpoczął karierę szkoleniowca. W 1962 prowadził Polissia Żytomierz. Potem trenował takie kluby jak Szachtar Kadijewka, Metałurh Zaporoże, Awanhard Sewastopol, Dnipro Dniepropietrowsk, Sudnobudiwnyk Mikołajów, Spartak Iwano-Frankiwsk, CSKA Kijów, Kremiń Krzemieńczuk oraz Okean Kercz. 29 grudnia 2007 zmarł w wieku 79 lat

## Sukcesy i odznaczenia

### Sukcesy klubowe
- brązowy medalista Mistrzostw ZSRR: 1951
- zdobywca Pucharu ZSRR: 1954

### Odznaczenia
- tytuł Mistrza Sportu ZSRR: 1970.